# Tschingelhörner
Die Tschingelhörner sind eine Kette von Bergspitzen in der Schweiz. Der Gipfelaufbau besteht – ebenso wie derjenige der benachbarten Ofen und Piz Segnas – aus den permischen Gesteinen der Verrucano-Decke, welche sichtbar bei der Auffaltung der Alpen über spätjurassischen Quintenkalk geschoben wurde. Letzterer bildet den Sockel des Berges. 

## Umgebung
Die Gipfel liegen südlich des Segnespasses, welcher Elm im Kanton Glarus mit Flims im Kanton Graubünden verbindet. Zwischen dem Ofen 2873 m und dem Segnespass 2625 m können neun Spitzen gezählt werden, von welchen die Letzte alleine auf dem Sockel steht und über dem Martinsloch keine Verbindung durch Verrucano-Gestein zu den Restlichen aufweist. Auf der Landeskarte 1:25'000 sind nur für 4 Spitzen Höhenangaben zu finden: Die höhere Spitze beim Segnespass mit 2743 Metern, das grosse Tschingelhorn mit 2849 Metern, sodann die markante zweit-südlichste Spitze mit 2843 Metern sowie die Südlichste, an den Ofen Anlehnende mit 2817 Metern.
Während Verrucano im Kanton Glarus oft als rotes Gestein erscheint, ist der Verrucano hier grün und schieferig.

## Anstieg
Der Zugang erfolgt von Elm oder von Flims her. Von Elm kann die Sesselbahn bis Nideren benützt werden, von Flims die Sesselbahn nach Naraus. Ein Bergweg führt über die Camona da Segnas (2102 m) weiter über das Kar des unteren Segnesbodens hinauf in Richtung Segnespass. Die Tschingelhörner sind Kletterern vorbehalten und steinschlaggefährdet. In vergangenen Jahren wurde am Schweizer Bundesfeiertag ein Höhenfeuer auf dem grossen Tschingelhorn (2849 m) entzündet, welches von Flims-Waldhaus aus sichtbar ist.

## Martinsloch
Nördlich unter dem grossen Tschingelhorn befindet sich das Martinsloch. Der Zustieg war ab 2008 bis 2010 aus Sicherheitsgründen (Steinschlag) als gesperrt ausgeschildert. Unter anderem waren relativ neu installierte Ketten, welche der Sicherheit dienten, durch Steinschlag demoliert.

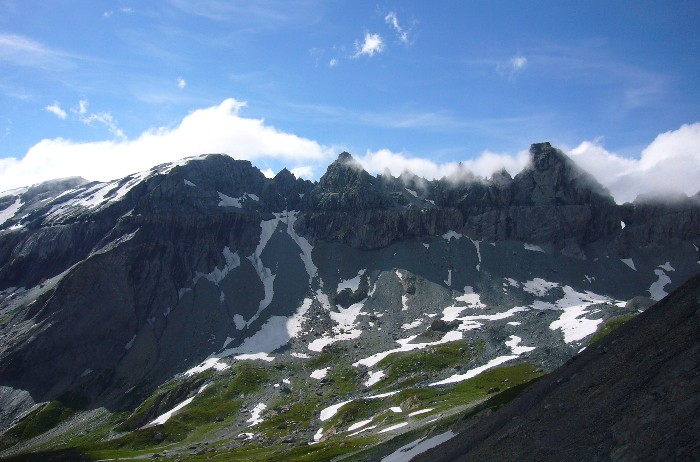
Der Ofen und Tschingelhörner mit Martinsloch von Osten, Flimser Seite

## Felssturz 2024
Im Oktober 2024 kam es am Grossen Tschingelhorn zu einem großen Felssturz im Umfang von etwa 100.000 Kubikmetern Felsgestein, wobei der oberhalb des Martinslochs zum Gipfel verlaufende Nordostgrat der aus instabilem Verrucano-Gestein gebildeten Bergspitze wegbrach. Das Aussehen des Berges veränderte sich dadurch deutlich. Wegen Nebels war das Ereignis zunächst tagelang unbemerkt geblieben. Anhand seismischer Aufzeichnungen des Schweizerischen Erdbebendienstes konnte es auf den 3. Oktober, 9:46 Uhr datiert werden.